# Салаватский трамвай
Салаватский трамва́й — система трамвайного транспорта города Салавата. Эксплуатацией трамвайного хозяйства занимается Муниципальное унитарное предприятие «Трамвайное управление» г. Салавата (МУП «Трамвайное управление» г. Салавата). Состоит из одной линии, на которой действуют 4 маршрута.

## История и описание сети
Первый салаватский трамвай пущен 29 июля 1957 года по маршруту № 1 «Колхозный рынок — Управление комбината». Движение открывали десять новеньких вагонов МТВ-82 с бортовыми номерами с 1 по 10. От Колхозного рынка к трамвайному депо вела однопутная ветка (первая и последняя в Салавате). Уже в первые дни работы трамвая становится ясно, что для обеспечения перевозок требуются двухвагонные поезда, но на тот момент это было неосуществимо.
В шестидесятых годах в юго-западной части города началось строительство завода технического стекла и одновременно — трамвайной линии до него. Параллельно велось строительство тяговой подстанции № 3 и контактной сети. Завод техстекла приобрёл для нового маршрута несколько трамвайных поездов КТМ-2+КТП-2. В 1967 году трамваи пошли по новым маршрутам от завода техстекла до управления комбината и Ново-Салаватской ТЭЦ.
С началом выпуска вагонов РВЗ-6 Салаватское трамвайное управление постепенно переходит на эту модель и вскоре вагоны РВЗ-6 составляют 100 % парка пассажирских вагонов. Такая ситуация сохранялась вплоть до 1988 года, когда, в связи с прекращением в 1987 году выпуска РВЗ-6М2, начались закупки вагонов модели 71-605. В настоящее время[когда?] действует одна (полностью выделенная) двухпутная линия ОАО «Салаватстекло» — Управление ГНХС протяжённостью 26,7 км в однопутном исчислении.
В 2002 году был разработан проект строительства трамвайной линии по маршруту ул. Ленинградская — ул. Губкина — ул. Калинина. На реализацию проекта по смете требовалось 720 млн рублей. Строительство не начиналось. 
В 2016—2017 проводилась работа по возможности закупки новых вагонов и строительства одной ветки — ул. Ленинградская, стоимость которой составила бы 330 млн руб. (по ценам 2017 г.). Администрация обратилась в Правительство РБ о включении нового строительства в юбилейную дату «100 объектов Республики». Строительство трамвайной линии не было включено в этот список.
Стоимость проезда 18 рублей. Имеются в продаже проездные билеты на месяц.

## Маршруты
Действующие маршруты
- № 1. Ленинградская улица — Управление ГПНХС — Ленинградская улица
- № 2. Салаватстекло — Улица Богдана Хмельницкого — Салаватстекло
- № 2к Ленинградская улица — Улица Богдана Хмельницкого — Ленинградская улица
- № 3. Салаватстекло — Управление ГПНХС — Салаватстекло

Закрытые маршруты
- № 4. Салаватстекло — НСТЭЦ (закрыт, линия демонтирована полностью)
- № 5. Ленинградская улица — Вокзальная (закрыт)
- № 5к. Лицей № 8 — Вокзальная (закрыт)

## Подвижной состав

### Пассажирский
- КТМ-5—26 шт
- КТМ-8К—2 шт
- КТМ-8КМ—16 шт
- КТМ-619КТ—2 шт

### Служебный
- ЛМ-93-1 шт
- Грузовой вагон на базе МТВ-82 — 1 шт
- Вихревые снегоочистители на базе 71-605 — 2 шт
- Щеточные снегоочистители — 3 шт
- Трамвай-кинотеатр на базе 71-608КМ — 1 шт
- Вагон-вышка ТС-34Д — 1 шт
- Рельсотранспортер ТК-28 — 1 шт
- Прочие спецвагоны — 2 шт

### Музейный
- РВЗ-6М2—1 шт

### Видео по теме
- Фильм о трамвае в Салавате
- 55 лет салаватскому трамваю